# Arnoldo Foà
Pour les articles homonymes, voir Foà.
Arnoldo Foà (né le 24 janvier 1916 à Ferrare et mort le 11 janvier 2014 à Rome) est un acteur italien.

## Biographie
Né de Dirce et Valentino, il passe ses études secondaires à Florence, où il a emménagé avec sa famille, et a étudié à l'école par intérim de Rasi. Il a abandonné ses études en économie, et à l'âge de vingt ans, il part à Rome, où il a assisté aux cours du Centro Sperimentale di Cinematografia.

## Activité théâtrale

### les années 1930
- La serenata al vento de Carlo Veneziani (it), régie de Alberto Bracaloni ; 1935
- La dodicesima notte de William Shakespeare, régie de Pietro Sharoff ; 1938
- L’Alcalde di Zalamea de Calderon de la Barca, régie de Raffaello Melani (it) ;
- Rappresentazione di Santo Ignazio (Anonimo del XV secolo), régie de G. Pacuvio ; 1939
- Frenesia de Charles de Peyret-Chappuis, régie de Edoardo Anton ;
- La vita è sogno de Calderon de la Barca, régie de Nino Meloni ;
- Le Allegre Comari di Windsor de William Shakespeare, régie de Pietro Scharoff.

### les années 1940
- I Masnadieri de Friedrich Schiller, régie de Guido Salvini, 1941 ;
- I Fratelli Castiglioni de Alberto Colantuoni, régie de Cesare Meano (it), 1942 ;
- L’Arco di Ulisse de Gerhart Hauptmann ;
- La Nascita di Salomè, régie de Cesare Meano (it)
- La ragazza indiavolata de Ralph Benatzky, Teatro Quirino, 1943 ;
- La Parte di Marito de Vincenzo Tieri ;
- La Vedova Allegra, de Franz Lehar ;
- Il Marchese di Priolà de Henry Lavedan ;
- Non Rinuncio all’Amore de Giovanni Bokay ;
- Papà de Gaston Arman De Caillavet et Robert De Flers ;
- Piccoli Traguardi de Giovanni Mosca (it) ;
- La brava gente de Irwin Shaw, régie dei Jean Giraudoux, Teatro Eliseo, 1945 ;
- La luna è tramontata de John Steinbeck, régie de Vito Pandolfi, (Teatro Quirino, Roma, 15 février) ;
- Arsenico e vecchi merletti de Joseph Kesselring, régie de Ettore Giannini ;
- La bella avventura de Caillavet e De Flers, régie de Ettore Giannini ;
- Parenti Terribili de Jean Cocteau, régie de Luchino Visconti, Compagnia del Teatro Eliseo ;
- Enrico IV de Luigi Pirandello ;
- La quinta colonna de Ernest Hemingway, régie de Luchino Visconti, Compagnia del Teatro Eliseo, Roma ;
- La via del tabacco de Jack Kirkland (dal romanzo di Erskine Caldwell), régie de Luchino Visconti, Teatro Quirino, Roma 16 avril 1946
- Mia sorella Evelina de J. Fields e J. Chodorov, régie de Guido Salvini ;
- Susanna e i peccatori régie de Tullio Carminati ;
- Delitto e castigo de Gaston Baty (da Fiodor Dostoïevski), régie de Luchino Visconti ;
- La Madre degli emigranti de Turi Vasile et Alberto Perrini, régie de Nino Meloni, Basilique de Maxence et Constantin, 6 juillet ;
- Il Ritratto di Dorian Gray de Oscar Wilde, régie de Guido Salvini, Teatro Quirino ;
- Incantesimo de Philip Barry, régie de Gerardo Guerrieri (it), Teatro delle Arti, Roma, 7 février
- Appuntamento a Senlis de Jean Anouilh, régie de Guido Salvini, 1947 ;
- Candida di George Bernard Shaw, régie de Alessandro Brissoni (it), (Compagnia Ferrati-Cortese-Scelso) ;
- La fine della Signora Cheiney de Frederick Lonsdale ;
- Fiera delle maschere (da Ruzante e Moliere), réduction de Vito Pandolfi (it) et Luigi Squarzina, régie de Luigi Squarzina ;
- Sposateci, Signore…! de Jean De Létraz, régie de Alessandro Brissoni (it) ;
- L’Uomo e il Fucile de Sergio Sollima, regia de Luigi Squarzina, Prague ;
- Anfitrione 38 de Jean Giradoux, régie de Alessandro Brissoni (it), Teatro Quirino ;
- Cristo ha ucciso de Gian Paolo Callegari, régie de Guido Salvini, Compagnia Straordinaria de G. Salvini, Teatro La Fenice, Venezia, 1948 ;
- Una bella domenica di settembre de Ugo Betti, régie de Turi Vasile, Teatro Quirino, Roma ;
- Edipo Re di Eschilo, régie de Guido Salvini, Compagnia Straordinaria di G. Salvini, Teatro Olimpico, Vicenza ;
- La porta chiusa de Marco Praga, régie de Alessandro Brissoni (it), Teatro Quirino ;
- Scendete..vi chiamano de Jean De Letraz, régie de Alessandro Brissoni (it) ;
- I due mondi de Rose Franken, régie de Alessandro Brissoni (it), Compagnia Ferrati-Scelzo-Cortese-Marchiò ;
- Stefano de Jacques Déval, régie de Enzo Ferrieri (it) ;
- Il regno animale de Philip Barry, régie dei Luigi Squarzina ;
- La notte del 16 gennaio de Ayn Rand, régie de Guglielmo Cortese, Ente Teatrale Italiano (it), Teatro Quirino ;
- Ardelia o La Margherita de Jean Anouilh, régie de Alessandro Brissoni (it), Compagnia Cortese-Bagni-Cimara, Teatro Valle, Roma, 25 mars 1949 ;
- Giulio Cesare de William Shakespeare, régie de Guido Salvini, Compagnia del Festival Drammatico, Théâtre romain de Vérone ;
- Medea di Euripide, régie de Guido Salvini, Istituto Nazionale del Dramma Antico (it), Teatro Olimpico de Vicence ;
- Le Mani Sporche de Jean-Paul Sartre, régie de Alessandro Brissoni (it) ;
- L’Avaro de Molière, régie de Luciano Salvi, Teatro Ateneo ;
- Vivere Così de Dino Falconi ;
- Proibito al Pubblico de Rogers Dornès et Jean Marsan, régie de Alessandro Brissoni (it) ;
- I Masnadieri de Friedrich Schiller, régie de Guido Salvini ;

### les années 1950
- I Persiani de Eschyle régie de Luigi Squarzina, Istituto Nazionale del Dramma Antico (it), Théâtre grec de Syracuse, 12 mai 1950 ;
- Le Baccanti de Euripide, régie de Luigi Squarzina, Istituto Nazionale del Dramma Antico (it), Théâtre grec de Syracuse ;
- Peer Gynt de Henrik Ibsen, régie de Vittorio Gassman, Compagnia del Teatro nazionale, Teatro Valle de Rome ;
- Sofonisba de Gian Giorgio Trissino, régie de Giorgio Strehler, Teatro Olimpico de Vicence ;
- Antigone de Sophocle, régie de Guido Salvini, Teatro Olimpico ;
- Commedia degli Straccioni de Annibal Caro, régie de Guido Salvini, Compagnia Teatro Nazionale ;
- Caterina da Siena de Cesare Vico Ludovici, régie de Fernando De Crucciati ;
- I Fratelli de Térence, régie de Luigi Squarzina, Teatro Greco de Acrae ;
- La Cameriera Brillante de Carlo Goldoni, régie de Lucio Chiavarelli ;
- Anna per mille giorni de Maxwell Anderson, régie de Guido Salvini, Teatro Valle, 1951 ;
- Detective story, de Sidney Kingsley, régie de Luigi Squarzina, Compagnia del Teatro Nazionale ;
- Il libro di Cristoforo Colombo de Paul Claudel, régie de Guido Salvini ;
- Giulietta e Romeo de William Shakespeare, régie de Guido Salvini, Teatro Valle ;
- La Casa Nova de Carlo Goldoni, régie de Carlo Lodovici, Teatro di Palazzo Grassi (Venezia) ;
- Yo, el Rey de Bruno Cicognani (it), régie de Guido Salvini ;
- Un mese in campagna de Ivan Tourgueniev, régie de Orazio Costa (it), Teatro Odeon de Milan, 1952 ;
- Le Nuvole de Aristophane, régie de Giulio Pacuvio (it), Istituto Nazionale del Dramma Antico (it) ;
- Pseudolus de Plaute, régie dei Giulio Pacuvio (it), Istituto Nazionale del Dramma Antico (it) ;
- Lazzaro de Luigi Pirandello, régie de Claudio Fino, Compagnia Pagnani ;
- La Fiaccola sotto il moggio de Gabriele D'Annunzio, régie de Corrado Pavolini (it) ;
- Capitan Carvallo de Denis Cannan, régie de Mario Ferrero (it), Compagnia Italiana di Prosa, Teatro Carignano ;
- Chéri de Léopold Marchand (da Colette), régie de André Barsacq, Compagnia Italiana di Prosa, Teatro Duse ;
- Giulio Cesare de W. Shakespeare, régie de G. Strelher, Compagnie du Piccolo Teatro de Milan, 1953 ;
- Amphitryon de Plaute, régie de Jean Giraudoux, Compagnie du Teatro Eliseo de Rome, Palazzo dei Diamanti à Ferrare, 1955 ;
- Pseudolus de Plaute, régie de Giulio Pacuvio, Compagnia del Dramma Antico, Teatro Romano di Ostia ;
- Le Nuvole de Aristophane, régie de Giulio Pacuvio, Compagnia del Dramma Antico, Teatro Romano di Ostia ;
- Veglia d’armi de D. Fabbri, régie dei Orazio Costa, Istituto Dramma Popolare, Teatro Olimpia di Milano, 1956 ;
- Paura di me de V. Bompiani, régie de :it:Daniele D’Anza, Comp. Teatrale Italiana Teatro delle Arti ;
- Noi due de Alessandro De Stefani, régie de Mario Landi, Compagnia Teatrale Italiana, Teatro delle Arti di Roma ;
- La professione della signora Warren de George Bernard Shaw, régie de Mario Ferrero, Compagnia Pagnani-Villi-Foà, Teatro Eliseo di Roma ;
- Adorabile Giulia de Marc Gilbert Sauvajon, régie de Daniele D'Anza, Compagnia Pagnani-Villi-Foà-Ferzetti, Teatro Eliseo di Roma ;
- Musica di foglie morte de Pier Maria Rosso di San Secondo (it), régie de Alberto Gagliardelli ;
- Casa di Bambola de Henrik Ibsen, régie de Luciano Lucignani ;
- Ma non è una cosa seria de Luigi Pirandello, régie de Luigi Squarzina ; comp. Pagnani-Villi-Foà-Ferzetti, 1957 ;
- Signori buonasera de A. Foà, régie de A. Foà, Compagnia Pagnani-Villi-Foà-Ferzetti, Teatro Odeon di Milano ;
- La figlia di Jorio de Gabriele D'Annunzio, régie de Luigi Squarzina ;
- La Commedia degli Equivoci de William Shakespeare, régie de Mario Ferrero, 1958 ;
- Racconto d’Inverno de W. Shakespeare, régie de Guido Salvini, 1959 ;
- Commedia degli Straccioni de Annibal Caro, régie de Guido Salvini ;
- Miles gloriusus de Plaute, régie de Giulio Pacuvio (it).

### les années 1960
- Due in altalena de William Gibson, régie de A. Foà, Teatro Eliseo di Roma, 1960 ;
- La terra è rotonda de Armand Salacrou régie de Roberto Guicciardini ;
- Giulietta e Romeo de W. Shakespeare, régie de Franco Enriquez, Théâtre romain de Vérone ;
- Rashomon de Fay e Kanin, (dal film di Akira Kurosawa), régie de Arnoldo Foà, 1961 ;
- I Turchi se la giocano a primiera de Alfio Beretta, régie de Arnoldo Foà, Teatro Nuovo, Milan ;
- Pene d’amor perdute de William Shakespeare, régie de Franco Enriquez (it), Compagnia Stabile, Naples, Teatro Mercadante ;
- Un giorno nella vita di… de Jack Popplewell, régie de Umberto Benedetto, Piccolo Teatro Stabile, Florence ;
- Anfitrione de Plaute, régie de Silverio Blasi, Centro Teatrale Italiano, 1962 ;
- Ifigenia de Ildebrando Pizzetti et Alberto Perrini, régie de Aldo Vassallo Mirabella, Teatro dellOpera, Rome ;
- Il Pipistrello de Johann Strauss Jr, régie de Herbert Graf, Direttore d’orchestra Samuel Krachmalnick, regia teatrale Arnoldo Foà, Teatro dellOpera, Rome ;
- I Masteroidi de Marcel Aymè, régie de A. Foà, 1963 ;
- Notti a Milano de Carlo Terron, régie de A. Foà ;
- La Lanzichenecca de Vincenzo di Mattia, régie de Virginio Puecher, Compagnia del Piccolo Teatro, Milan, 1964 ;
- Eracle de Euripide, traduzione di Salvatore Quasimodo, régie de Giuseppe Di Martino, Istituto Nazionale del Dramma Antico, Teatro Greco, Syracuse ;
- Andromaca de Euripide, régie de Mario Ferrero, Istituto Nazionale del Dramma Antico, Teatro Greco de Syracuse ;
- Canti e poesie della libertà, régie de Raffaele Maiello, textes par Arnoldo Foà et Gigi Lunari, Teatro Lirico, Milan, 1965 ;
- Re Cervo de Carlo Gozzi, régie de Andrea Camilleri ;
- Ruy Blas de Victor Hugo, régie de Mario Ferrero, Teatro Duse, Bologne, 1966 ;
- Il testimone de A. Foà, régie de Arnoldo Foà, Teatro Duse, Bologne ;
- La stanza degli Ospiti de Brunello Rondi, régie de A. Foà, Teatro della Cometa ;
- I Menecmi de Plauto, traduction de Ettore Paratore, régie de Accursio Di Leo, Istituto Nazionale del Dramma Antico ;
- La Pace de Aristofane, régie de A. Foà, Istituto Nazionale del Dramma Antico, 1967 ;
- Zio Vania de Anton Checov, régie de Pietro Sharoff, Teatro Centrale, Rome, 1968 ;
- Golem de Alessandro Fersen, régie de A. Fersen, E.T.I. Teatro La Pergola, Florence, 1969 ;
- Malatesta de Henry de Montherlant, traduction par Mario Moretti, régie de José Quaglio.

### les années 1970
- Il Burbero Benefico de Carlo Goldoni, régie de Carlo Lodovici, ripresa televisiva 22 décembre 1970 ;
- Diana e la Tuda de L. Pirandello, régie de Arnoldo Foà, Teatro Stabile di Palermo, 1971 ;
- Flavia e le sue Bambole de Salvato Cappelli, régie de Giorgio Prosperi, Fondazione Andrea Biondo Compagnia Stabile di Palermo ;
- The entertainer de John Osborne, régie de Arnoldo Foà, Compagnia Teatro San Babila di Milano, 1972 ;
- Per una giovinetta che nessuno piange de Renato Mainardi, régie de Arnoldo Foà ;
- Lisistrata de Aristofane, régie de Daniele D’Anza, Istituto Nazionale del Dramma Antico, Teatro Greco di Siracusa ;
- Vecchi vuoti a rendere de Maurizio Costanzo, régie de Arnoldo Foà, Teatro Valle, 1973 ;
- Miles Gloriosus de Plauto, trad. e ridu. di A. Foà, régie de A. Foà, Compagnia Attori Riuniti ;
- L’estro del Poeta de Eugene O’Neill, régie de Enrico Colosimo ;
- La folle Amanda de Pierre Barillet et Jean-Pierre Grédy, régie de Arnoldo Foà, Compagnia del Teatro Comico, Teatro Duse di Bologna, 1974 ;
- Maschere Nude de L. Pirandello, régie de Lambreto Puggelli, Compagnia del Teatro San Babila, 1975 ;
- Farsa d’amore e di gelosia de Mario Amendola et Bruno Corbucci, régie de Filippo Crivelli, Teatro Nuovo di Milano, 1976 ;
- Un angelo calibro 9 de Nino Marino, régie de A. Foà, Theatritalia/Compagnia del Momento Teatrale, Teatro Duse di Bologna, 1977-1978 ;
- La Roba da G. Verga, régie de A. Mazzone ;
- Quella della porta accanto de Nino Marino, régie de A. Foà ;
- Diana e la Tuda de L. Pirandello, régie de Arnoldo Foà, con A. Foà, Teatro Parioli di Roma, 1979.

### les années 1980
- Il lebbroso de Giancarlo Menotti, régie de Giancarlo Menotti, Festival dei due mondi, 1980 ;
- Il teatro comico de Carlo Goldoni, régie de Augusto Zucchi (it) ;
- Questa sera si recita a soggetto de Luigi Pirandello, régie de Marco Parodi, Cooperativa Teatro di Sardegna, 1982 ;
- Le Supplici de Eschyle, régie de Otomar Krejča, Théâtre grec de Syracuse ;
- L’Angelo Azzurro, adattamento di Aldo Trionfo (it) et Alessandro Giupponi dal testo di Heinrich Mann, régie de Alessandro Giupponi, 1983 ;
- Il Settimo Sigillo (da Dipinto su legno di Ingmar Bergman), régie de Lucio Chiavarelli ; Festival di Borgio Verezzi, 1984 ;
- Diana e la Tuda de Luigi Pirandello, régie de A. Foà ;
- Ciavieddu de Salvatore Fiume, régie de Melo Freni (it), Teatro dei Ruderi di Gibellina, 1985 ;
- La corda a tre capi de A. Foà, régie de Arnoldo Foà, Astec - Teatro Stabile dei Giovani ;
- Fiorenza de Thomas Mann, régie de Aldo Trionfo (it) (con la collaborazione di Lorenzo Salveti), 1986 ;
- Otello de Giuseppe Verdi (opera lirica), régie de Arnoldo Foà, Auditorium di Cagliari ;
- La Tosca de Victorien Sardou, adattamento e régie de Aldo Trionfo (it), Teatro Cilea di Napoli, 1988 ;
- L’ispettore generale de Nicolas Gogol, régie de Roberto Guicciardini (it), GITIESSE Spettacoli, 1989 ;
- La palla al piede de Georges Feydeau, régie de Armando Pugliese ; Teatro Quirino di Roma ;
- Un pezzo di paradiso de Steve J. Spears, régie de A. Foà, Taormina Arte (it).

### les années 1990
- Don Giovanni e Faust de Christian Dietrich Grabbe, régie de Gino Zampieri, Festival del Teatro Classico, Borgio Verezzi, 1990 ;
- L’Ultimo Viaggio di Pirandello de B. Belfiore, régie de P. Gazzara, 1991 ;
- Adelchi de A. Manzoni, régie de Federico Tiezzi, production Teatro Biondo, Palermo et Teatro Argentina, Roma, Teatro Biondo, Palermo, 1992 ;
- La bottega del caffè de C. Goldoni, régie de Mario Missiroli, production Teatro Argentina. Roma ;
- La Pace de Aristofane, trad. de Raffaele Cantarella, adaptation et régie de A. Foà, Teatro Olimpico, Vicenza ;
- Il Corsaro (par Décaméron de Boccaccio) de Fausto Tapergi, régie de Marco Carniti, 1993-1994 ;
- Aulularia de Plauto, régie de Renato Giordano, Teatro Romano, Ostia Antica ;
- Aminta de Torquato Tasso, régie de Luca Ronconi, Produzione Teatro, Roma ;
- Una serata per l'impresario teatrale régie de Stefano Mazzonis ; triptyque de trois opéras-comiques : Il maestro di cappella de D.Cimarosa et Epitaffi sparsi de Ennio Morricone, et L'impresario teatrale de W. A. Mozart. Orchestre Pro Arte Marche dirigé par Bruno Rigacci. 1997 ;
- La signora della musica de André Ernotte et Elliot Tiber, adaptation et régie de A. Foà, "Cantiere Internazionale d’Arte" de Montepulciano et Cubatea, 1998 ;
- La rivoluzione de Frà Tommaso Campanella de Mario Moretti, régie de Mario Moretti, Teatro Ghione, Roma, 1999 ;
- Diana e la Tuda de Luigi Pirandello, régie de A. Foà, production La Pirandelliana ; Teatro Franco Parenti, Milano.

### les années 2000
- Amphitryon Toujours de Arnoldo Foà, régie de Arnoldo Foà, production "La Pirandelliana" ; Spoleto Festival 2000, 2000 ;
- Ultimo giorno di un condannato a morte, de Giovanni De Feudis, régie de Giovanni De Feudis (du roman Le dernier jour d’un condamné de Victor Hugo) ;
- L’Igiene dell’Assassino de Amélie Nothomb, régie de Andrea Dosio, Torino Spettacoli, Teatro Erba de Torino, 2001 ;
- ll Vantone de Pier Paolo Pasolini (par Miles Gloriosus de Plaute), régie de Pino Quartullo ;
- Colpevole innocenza de Ronald Harwood, régie de Arnoldo Foà, Compagnia Mario Chiocchio, Théâtre grec de Rome ;
- Pluto de Aristophane, adaptation et régie de A. Foà, 2002 ;
- Duse/D’Annunzio de Barbara Amodio, régie de Angelo Gallo ;
- Novecento de Alessandro Baricco, régie de Gabriele Vacis, Produzione Mondrian Kilroy Fund et Irma Spettacoli, 2003-2004 ;
- Oggi de Arnoldo Foà, régie de A. Foà, avec A. Foà, production "La Pirandelliana", Teatro Ghione de Rome, 2005 ;
- Patrizia, il Musical, de Arnoldo Foà, Teatro Sistina ;
- Sul lago dorato de Ernest Thompson (adatt. de Nino Marino), régie de Maurizio Panici, production La Pirandelliana ; Festival de Borgio Verezzi 2006 ;
- Scene dalla vita di Mozart texte de Lorenzo Arruga, musique de Albert Lortzing, régie de Dan Jemmett, direction musicale Paolo Arrivabeni, avec Arnoldo Foà,  Teatro Comunale de Bologna ;
- Io, Arturo Toscanini, de Piero Melograni, régie de Giulio Farnese, Teatro Politeama Pratese, 2007.

## Filmographie

### Années 1930
- 1938 : Crispino e la comare, de Vincenzo Sorelli
- 1938 : Ettore Fieramosca, d'Alessandro Blasetti

### Années 1940
- 1941 : Orizzonte dipinto, de Guido Salvini
- 1945 : Fuga nella tempesta, d'Ignazio Ferronetti
- 1946 : O sole mio, de Giacomo Gentilomo
- 1946 : Le Témoin (Il testimone), de Pietro Germi
- 1946 : Un jour dans la vie (Un Giorno nella vita), d'Alessandro Blasetti
- 1947 : Fumerie d'opium (La fumeria d'oppio), de Raffaello Matarazzo
- 1947 : La Fille du capitaine (La Figlia del capitano), de Mario Camerini
- 1948 : Le Héros de la rue (L’eroe della strada), de Carlo Borghesio
- 1949 : Exodus (Il grido della terra), de Duilio Coletti
- 1949 : Yvonne la nuit, de Giuseppe Amato
- 1949 : Marechiaro, de Giorgio Ferroni
- 1949 : Adamo ed Eva, de Mario Mattoli

### Années 1950
- 1950 : Il vedovo allegro, de Mario Mattoli
- 1950 : Deux Légionnaires au harem (Totò sceicco), de Mario Mattoli
- 1950 : Le Prince pirate, de Pietro Francisci
- 1950 : Mara fille sauvage (Il brigante Musolino), de Mario Camerini
- 1951 : Demain est un autre jour (Domani è un altro giorno), de Léonide Moguy
- 1951 : I cadetti di Gauscogna, de Mario Mattoli
- 1951 : Beautés à bicyclette (Bellezze in bicicletta) de Carlo Campogalliani
- 1951 : Trahison (Il tradimento), de Riccardo Freda
- 1951 : Lorenzaccio, de Raffaello Pacini
- 1951 : Virginité (Verginità) de Leonardo De Mitri
- 1952 : Amore rosso - Marianna Sirca (it), film documentaire d'Aldo Vergano
- 1952 : Peppino e Violetta, de Maurice Cloche
- 1952 : Heureuse Époque (Altri tempi), d'Alessandro Blasetti (segment Questione d'interesse)
- 1952 : Un homme à détruire (Imbarco a mezzanotte) de Joseph Losey
- 1952 : Cinque poveri in automobile, de Mario Mattoli
- 1952 : Viva il cinema! de Giorgio Baldaccini et Enzo Trapani
- 1952 : La storia del fornaretto di Venezia, de Giacinto Solito
- 1953 : Lucrèce Borgia, de Christian-Jaque
- 1953 : Ivan, le fils du diable blanc (Ivan (il figlio del diavolo bianco)), de Guido Brignone
- 1953 : Infame accusa, de Giuseppe Vari
- 1953 : Viva la rivista!, de Enzo Trapani
- 1953 : La figlia del forzato, de Gaetano Amata
- 1954 : Rapt à Venise (La mano dello straniero), de Mario Soldati
- 1954 : Sang et lumières (Sangue e luci), de Georges Rouquier
- 1954 : La souris déclenche la bagarre (Angela), d'Edoardo Anton
- 1954 : C'est la faute au grisbi (Processo contro ignoti), de Guido Brignone
- 1954 : Cardinal Lambertini (Il cardinale Lambertini), de Giorgio Pàstina
- 1954 : Repris de justice (Avanzi di galera), de Vittorio Cottafavi
- 1954 : Le Voiturier du Mont-Cenis (Il vetturale del Moncenisio), de Guido Brignone
- 1955 : Rosso e nero, de Domenico Paolella
- 1955 : Chéri-Bibi (Cheri Bibi il forzato della Guiana), de Marcello Pagliero
- 1955 : Totò e Carolina, de Mario Monicelli
- 1955 : Il n'y a pas de plus grand amour (Non c’è amore più grande), de Giorgio Bianchi
- 1955 : Cantami: Buongiorno Tristezza!, de Giorgio Pàstina
- 1956 : Destinazione Piovarolo, de Domenico Paolella
- 1956 : Scandale à Milan (Difendo il mio amore), de Vincent Sherman
- 1957 : Io, Caterina, de Oreste Palella
- 1957 : Suprême Confession (Suprema confessione), de Sergio Corbucci
- 1958 : La Vengeance (La venganza), de Juan Antonio Bardem
- 1958 : L'Ennemi silencieux (The Silent Enemy), de William Fairchild
- 1958 : La parole est à l'épée (Pia de’ Tolomei), de Sergio Grieco
- 1959 : La peccatrice del deserto, de Steve Sekely et Gianni Vernuccio

### Années 1960
- 1960 : Les Nuits de Lucrèce Borgia (Le notti de Lucrezia Borgia), de Sergio Grieco
- 1960 : Carthage en flammes (Cartagine in fiamme), de Carmine Gallone
- 1960 : Salammbô, de Sergio Grieco
- 1960 : L'Ange pourpre (The Angel Wore Red), de Nunnally Johnson
- 1960 : Le Capitan, d'André Hunebelle : Concino Concini
- 1960 : Les Canailles, de Maurice Labro
- 1960 : Heaven on earth, de Robert Spafford
- 1961 : Five Golden Hours, de Mario Zampi
- 1961 : Les Tartares (I tartari), de Richard Thorpe
- 1961 : Barabbas (Barabba), de Richard Fleischer
- 1962 : Le Tyran de Syracuse (Il Tiranno di Siracusa), de Curtis Bernhardt
- 1962 : Foudres sur Babylone (Le sette folgori di Assur), de Silvio Amadio
- 1962 : Le Procès, d'Orson Welles
- 1962 : Miracle à Cupertino (The Reluctant Saint), de Edward Dmytryk
- 1964 : Les Cent Cavaliers (I cento cavalieri) de Vittorio Cottafavi
- 1964 : El Kebir, fils de Cléopâtre (Il figlio de Cleopatra), de Ferdinando Baldi
- 1966 : Judith, de Daniel Mann
- 1967 : Le Marin de Gibraltar (The Sailor from Gibraltar), de Tony Richardson
- 1968 : Les Souliers de saint Pierre (The Shoes of the Fisherman), de Michael Anderson

### Années 1970
- 1970 : Borsalino, de Jacques Deray
- 1972 : Causa di divorzio, de Marcello Fondato
- 1972 : Incensurato, provata disonestà, carriera assicurata, cercasi, de Marcello Baldi
- 1973 : Il sorriso del grande tentatore, de Damiano Damiani
- 1973 : Primo tango a Roma – Storia d'amore e di alchimia, de Lorenzo Gicca Palli
- 1974 : Service compris (Il domestico), de Luigi Filippo D'Amico
- 1976 : Nina (A Matter of Time), de Vincente Minnelli
- 1979 : Un jouet dangereux (Il giocattolo), de Giuliano Montaldo

### Années 1980
- 1984 : Cent Jours à Palerme (Cento giorni a Palermo), de Giuseppe Ferrara
- 1985 : Plaisirs de femme (L'attenzione), de Giovanni Soldati

### Années 1990
- 1990 : La Putain du roi (The King's Whore), d'Axel Corti
- 1995 : Gioco da vecchi, court-métrage d'Andrea Zaccariello
- 1997 : Ardena, de Luca Barbareschi
- 1998 : Crimine contro crimine, court métrage d'Aldo Florio
- 1999 : Asini, d'Antonello Grimaldi
- 1999 : Tutti gli uomini del deficiente, de Paolo Costella

### Années 2000
- 2001 : Reisei to jônetsu no aida, de Isamu Nakae
- 2002 : Ti voglio bene Eugenio, de Francisco Josè Fernandez
- 2002 : Fabio Montale (TV) - épisode Total Khéops : Don Gennaro Battisti
- 2003 : Ti spiace se bacio mamma?, d'Alessandro Benvenuti
- 2003 : Gente di Roma, d'Ettore Scola
- 2004 : Frank Riva (TV) - 3 épisodes
- 2005 : Quelqu'un de bien (La Febbre), d'Alessandro D'Alatri
- 2005 : Lezione di stile (court-métrage), de Franco Fraternale
- 2006 : Antonio Guerriero di Dio, d'Antonello Belluco
- 2006 : Quale Amore, de Maurizio Sciarra
- 2006 : Le anime veloci, de Pasquale Marrazzo
- 2007 : Il 7 e l’8 de Valentino Picone, Giambattista Avellino et Ficarra
- 2008 : La rabbia, de Louis Nero
- 2009 : Le ombre rosse, de Francesco Maselli
- 2009 : Ce n’è per tutti, de Luciano Melchionna
- 2009 : Legami di sangue, de Paola Columba